# Oxycrepis
Oxycrepis is een geslacht van kevers uit de familie van de loopkevers (Carabidae). De wetenschappelijke naam van het geslacht is voor het eerst geldig gepubliceerd in 1843 door Reiche.

## Soorten
Het geslacht Oxycrepis omvat de volgende soorten:
- Oxycrepis brasiliensis Tschitscherine, 1900
- Oxycrepis cordata Tschitscherine, 1900
- Oxycrepis leucocera Reiche, 1843
- Oxycrepis schadei Emden, 1949